# Я
Я я – ostatnia litera cyrylicy, 33. litera alfabetu rosyjskiego i ukraińskiego, 32. białoruskiego, 30. bułgarskiego. Występuje także w alfabetach niektórych niesłowiańskich języków, do zapisu których stosowana jest cyrylica. Do końca XIX w. litera Я występowała także w alfabecie serbskim.
Znak graficzny odpowiadający dźwiękowi, jaki przyporządkowany jest literze Я występował już w pierwotnej wersji cyrylicy. Я w postaci graficznej, w jakiej występuje obecnie wyewoluowała z litery Ѧ w XV i XVI w. W obecnej postaci wprowadzona do alfabetu cyrylicznego w 1708 r., kiedy to został on zmodernizowany i poprzez wprowadzenie grażdanki.
Я przyporządkowana jest samogłosce [ja], [ia].

## Kodowanie
| Znak                   | Я                          | Я                          | я                        | я                        |
| ---------------------- | -------------------------- | -------------------------- | ------------------------ | ------------------------ |
| Nazwa w Unikodzie      | Cyrillic Capital Letter Ya | Cyrillic Capital Letter Ya | Cyrillic Small Letter Ya | Cyrillic Small Letter Ya |
| Kodowanie              | dziesiątkowo               | szesnastkowo               | dziesiątkowo             | szesnastkowo             |
| Unicode                | 1071                       | U+042F                     | 1103                     | U+044F                   |
| UTF-8                  | 208 175                    | d0 af                      | 209 143                  | d1 8f                    |
| Odwołania znakowe SGML | &#1071;                    | &#x042F;                   | &#1103;                  | &#x044F;                 |
| Macintosh Cyrillic     | 159                        | 9F                         | 223                      | DF                       |
| ISO 8859-5             | 207                        | CF                         | 239                      | EF                       |
| Windows-1251           | 223                        | DF                         | 255                      | FF                       |
| Code page 866          | 159                        | 9F                         | 239                      | EF                       |
| Code page 855          | 224                        | E0                         | 222                      | DE                       |
| KOI8-R i KOI8-U        | 241                        | F1                         | 209                      | D1                       |